# Hans Scheele
Hans-Heinrich Scheele, nemški atlet, * 18. december 1908, Kirchwerder, Hamburg, Nemško cesarstvo, † 23. julij 1941, današnja Belorusija.
Scheele je na Evropskem prvenstvu 1934 osvojil dve zlati kolajni, v teku na 400 m z ovirami in štafeti 4x400 m.

## Kariera
Scheele je bil specialist za tek na 400 m z ovirami. V tej disciplini je na Evropskem prvenstvu 1934 v Torinu tudi osvojil zlato medaljo, ki ji je dodal še zlato v štafetni preizkušnji 4x400 m. Nemška štafeta je tedaj v postavi Helmut Hamann, Scheele, Harry Voigt in Adolf Metzner slavila s časom 3:14.1, s sekundo in pol prednosti pred drugouvrščeno francosko štafeto. Uspehi na Evropskem prvenstvu so Scheeleju prinesli nastop na domačih Poletnih olimpijskih igrah 1936 v Berlinu, kjer pa je v teku na 400 m z ovirami izpadel že v kvalifikacijah.
Scheele je v letih 1934, 1935 in 1936 postal nemški državni prvak v teku na 400 m z ovirami. V letih 1933 in 1937 je v isti disciplini na državnem prvenstvu zasedel drugo mesto, medtem ko je bil leta 1932 tretji. Leta 1940 je na državnem prvenstvu sodeloval v teku na 110 m z ovirami in presenetljivo zasedel tretje mesto.
V svojem najuspešnejšem letu, leta 1934, je dvakrat popravil državni rekord na 400 m z ovirami, na 53.2, državni rekord pa mu je uspelo popraviti tudi v štafeti 4x400 m, na 3:14.1.

## Smrt
Scheeleja so ob izbruhu druge svetovne vojne vpoklicali v vojsko. Leta 1941 je tako sodeloval pri invaziji sil osi na Sovjetsko zvezo (operacija Barbarossa) in na območju današnje Belorusije izgubil življenje.